# Colostygia trifasciata
Colostygia trifasciata là một loài bướm đêm trong họ Geometridae.